# Rdeče jezero
Rdeče jezero (hrvaško Crveno jezero) je vrtača, napolnjena z vodo, ki se nahaja v bližini Imotskega na jugu Hrvaške. Ime je dobilo po rdečih stenah, ki ga obdajajo.
Jezero je nastalo s porušitvijo stropa nad kraško jamo, ki se je potem napolnila z vodo. Speleologi predpostavljajo, da je jezero globoko od 280 do 350 metrov in je po nekaterih podatkih najglobje jezero v Evropi.